# 烏貝拉巴巨龍屬
烏貝拉巴巨龍屬（學名：Uberabatitan）意為「烏貝拉巴的泰坦」，是蜥腳下目泰坦巨龍類的一屬，生存於白堊紀晚期的巴西。化石包含頸椎、背椎、尾椎、骨盆、與四肢骨頭。這些化石出土於米納斯吉拉斯州烏貝拉巴附近的Marília組，年代屬於馬斯垂克階，約7100到6500萬年前。
模式種是瑞氏烏貝拉巴巨龍（U. ribeiroi），是由Salgado與Carvalho在2008年命名。烏貝拉巴巨龍是在包魯群（Bauru Group）發現的泰坦巨龍類；當地還發現了包魯巨龍與三角區龍，來自於較下層、較老的地層。如同其他的蜥腳類恐龍，烏貝拉巴巨龍是種植食性的大型四足恐龍。